# Sympatektomi
Sympatektomi (endoskopisk thoracal sympatektomi, ETS) er kirurgi på den sympatiske hovednerve for behandling af hyperhidrose (patologisk øget svedproduktion) i hænder og armhuler.

## Procedurer
Sympatiske nerver fra et nervenetværk nær ribbenene (thoracale område), nær ryghvirvlerne.
Blandt disse forgreninger er der en specifik, der danner et ganglie, som er ansvarlig for den overdrevne transpiration. Denne kan behandles med kauterisation, hvor dens forgreninger fjernes kirurgisk og den nyeste teknik med clips, hvor en titanium-clip anbringes i den sympatiske nerve.
For behandling af den såkaldt palmare hyperhidrose, fokuseres der på ganglierne fra T3-T4 og for moderat eller mild palmar hyperhidrose undertrykkes ganglierne fra T4-T5. Jo højere (tættere på T2) der hæmmes, jo større er chancen for kompenserende sveden, der viser sig efter indgrebet.

## Fysiske, mentale og emotionelle effekter
Sympatektomi virker ved at deaktivere en del af det autonome nervesystem (og dermed forstyrre dets signaler fra hjernen), via et kirurgisk indgreb, i forventningen om at fjerne eller mindske et benævnt problem. Mange læger, der ikke udfører sympatektomi, finder denne praksis problematisk , først og fremmest fordi metoden har til formål at ødelægge anatomisk funktionelle nerver.
Det er umuligt at forudsige det præcise resultat af sympatektomi, da der er betydelige anatomiske variationer i nervefunktionen fra én patient til den næste, og også på grund af forskelle i kirurgisk teknik. Det autonome nervesystem er ikke anatomisk nøjagtigt og der kan være forbindelser, som påvirkes på uforudsigelig vis, når nerver deaktiveres. Dette problem blev demonstreret af et betydeligt antal patienter, der gennemgik sympatektomi på samme niveau for håndsved, men som efter operationen fremviste en reduktion eller elimination af fodsved i modsætning til andre, der ikke blev påvirket på denne måde. Der findes ingen pålidelig operation for fodsved udover lumbal sympatektomi, i den modsatte ende af den sympatiske kæde.

## Kontrovers
I 2003 blev sympatektomi forbudt i sit hjemland, Sverige, grundet et overvældende antal patientklager. I andre lande, herunder USA, er det en notorisk ikke-reguleret procedure.
Internettet har nu adskillige hjemmesider, drevet af kirurger, der beskriver fordelene ved sympatektomi. Der er dog også mange hjemmesider, drevet af ofre for sympatektomi, hvor der klages over de alvorlige bivirkninger, der medfører en mindsket evne til at udføre arbejde og daglige aktiviteter, og over den oplevede mangel på et tilstrækkeligt informeret patientsamtykke. Adskillige online diskussionsfora og hjemmesider er dedikerede til emnet sympatektomi-kirurgi, med en overflod af patientudtalelser.